# مارتن باركنسون
مارتن باركنسون (بالإنجليزية: Martin Parkinson)‏ هو موظف مدني واقتصادي أسترالي، ولد في 26 سبتمبر 1958 في Stawell, Victoria ‏ في أستراليا.